# 스페인-캐나다 관계
스페인-캐나다 관계는 캐나다와 스페인 왕국의 외교 관계를 말한다. 양국은 NATO 경제협력개발기구 유엔 상호 회원국이다.

## 역사
1774년 7월 스페인의 해군 장교 후안 조제 페레스 에르난데스는 알래스카로 향하던 중 유럽인으로서 처음으로 하이다과이 제도(구칭 샬럿 여왕 제도)를 조우했다. 첫 번째 항해가 끝난 후에 다른 몇몇 스페인 선박들의 항해가 브리티시컬럼비아 해안을 따라 이루어질 예정이었다. 1789년 스페인은 누카 해협에 위치한 산타크루즈 데 누카와 산 미겔 성채에 2개의 정착촌을 건설했다. 아메리카 대륙에서 스페인 제국의 범위 내에서 스페인은 남아메리카의 최첨단에서 현재의 앨버타주 남부와 서스카치완주까지 영토를 지배하고 있었다. 1935년 7월에 캐나다와 스페인이 수교했다.
1936년부터 1939년까지 스페인은 공화당파와 국민당파 사이에 내전에 휘말렸다. 그러나 캐나다는 이 분쟁 중에 공식적으로는 중립적이었으나 1700명 이상의 캐나다인이 스페인의 공화당 파벌을 위하여 지원하여 싸웠다. 캐나다인 자원봉사자는 당초, 주로 미국 링컨 대대(일명 에이브러햄·링컨 대대)와 죠지·워싱턴 대대에 참가한 뒤, 매킨지·퍼피노 대대(Mac-Paps)라고 알려진 캐나다의 대대를 창설했습니다. 그 사이 캐나다 의회는 캐나다인의 외국전쟁 참가를 금지하는 '외국인입대법'을 1937년에 통과시켰다. 내전 중 약 700명의 캐나다인이 전투에서 목숨을 잃었다. 1938년 공화당이 패배하자 패배했다는 것을 깨달았다. 프랑코 장군이 마드리드로 와서 1939년 4월 전쟁을 끝내기 전에 몇몇 캐나다 전사가 스페인을 떠나 캐나다로 돌아왔다.
전후 캐나다와 스페인은 우호적이고 긴밀한 외교 관계를 구축하고 있다. 1959년 12월 양국은 국민의 비자요건을 철폐했다. 1995년 3월 캐나다 정부가 스페인 영해 부근에서 터보 터보가 남획됐다고 비난하는 바람에 스페인 어선 에스타이호(45명)가 캐나다 배타적 경제수역 바로 바깥에 압류되면서 양국 관계는 사상 최저 수준에 이르렀다. 위기 동안에 스페인은 스페인을 방문하는 캐나다 국민에게 비자를 부과하고 캐나다와의 외교 관계를 끊겠다고 위협하였다. 캐나다가 이 지역에서 조업 중인 스페인 트롤어선의 그물을 절단하기 시작했을 때 스페인은 트롤어선을 보호하기 위해 서비올라급 순시선을 보내기 시작했다. 위기 동안 유럽연합(EU)의 지원은 양분돼 영국과 아일랜드는 캐나다를, 본토인 유럽과 아이슬란드는 스페인을 지지했다. 이 문제를 해결하기 위한 캐나다와 유럽연합(EU)간의 협상 중에 에스타이 선원은 50만달러의 보석금을 내고 스페인으로 돌아갔다. 캐나다와 유럽연합(EU)이 4월 5일에 합의함에 따라 위기는 해결됐다. 이 협정에 의해 스페인은 분쟁 수역을 떠날 수밖에 없게 되었으며 캐나다는 군사력을 사용하여 해당 해역으로부터 외국 어선을 퇴거시킬 권리를 인정받았다. 이 계약에 따라 캐나다의 그린란드 터보쿼터는 삭감됐고 에스타이 소유자에게 벌금 50만달러를 돌려줬다. 위기 이후 캐나다와 스페인의 관계는 개선되어 2007년에는 양국간에 어업협력에 관한 각서가 서명되었다.

## 무역
1774년 7월 스페인의 해군 장교 후안 조제 페레스 에르난데스는 알래스카로 향하던 중 유럽인으로서 처음으로 하이다과이 제도(구칭 샬럿 여왕 제도)를 조우했다. 첫 번째 항해가 끝난 후에 다른 몇몇 스페인 선박들의 항해가 브리티시컬럼비아 해안을 따라 이루어질 예정이었다. 1789년 스페인은 누카 해협에 위치한 산타크루즈 데 누카와 산 미겔 성채에 2개의 정착촌을 건설했다. 아메리카 대륙에서 스페인 제국의 범위 내에서 스페인은 남아메리카의 최첨단에서 현재의 앨버타주 남부와 서스카치완주까지 영토를 지배하고 있었다. 1935년 7월에 캐나다와 스페인이 수교했다.

## 상주 외교
- 캐나다에는 마드리드에 대사관이 있고 바르셀로나에 영사관이 있다.[3]
- 스페인은 오타와[4] 대사관이 있고 몬트리올[5]과 토론토에 총영사관이 있다.[6]

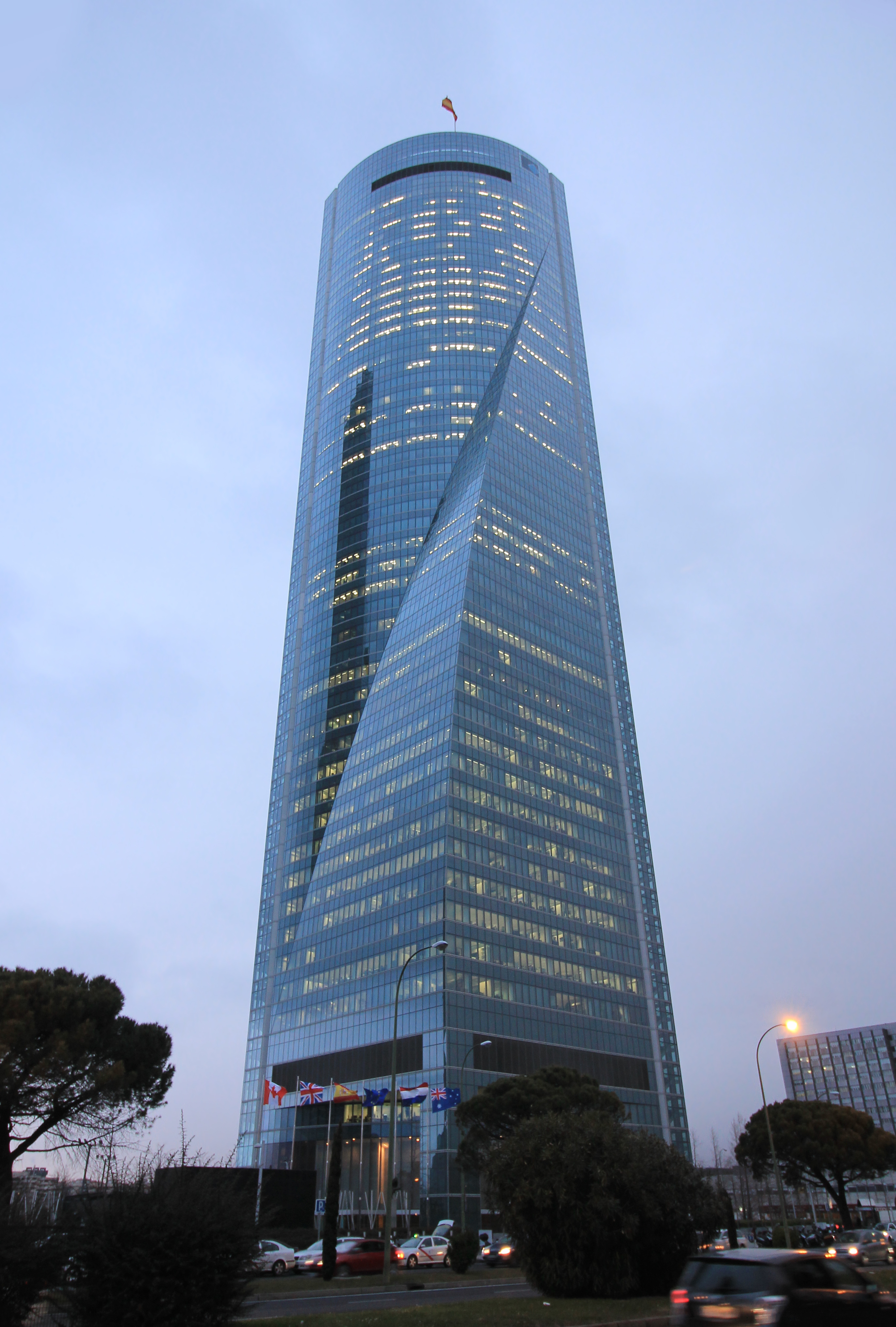
마드리드의 토레 에스파시오에 있는 캐나다 대사관
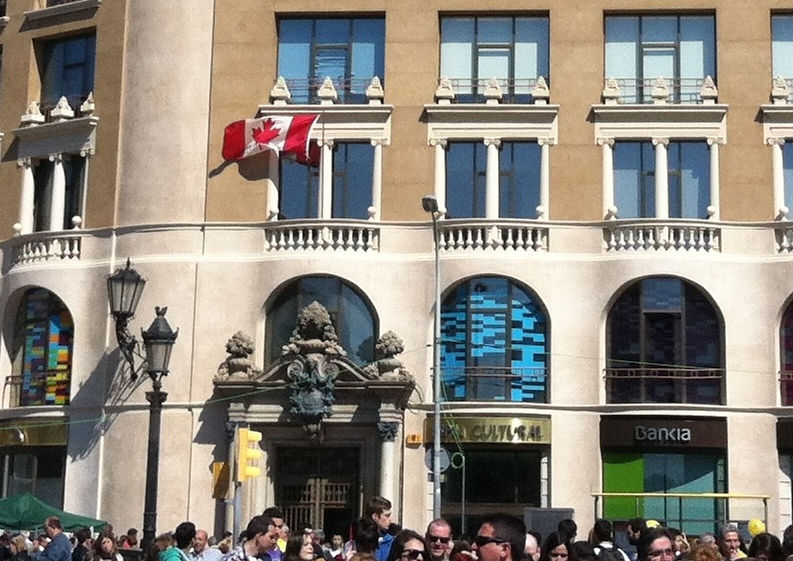
바르셀로나 주재 캐나다 총영사관
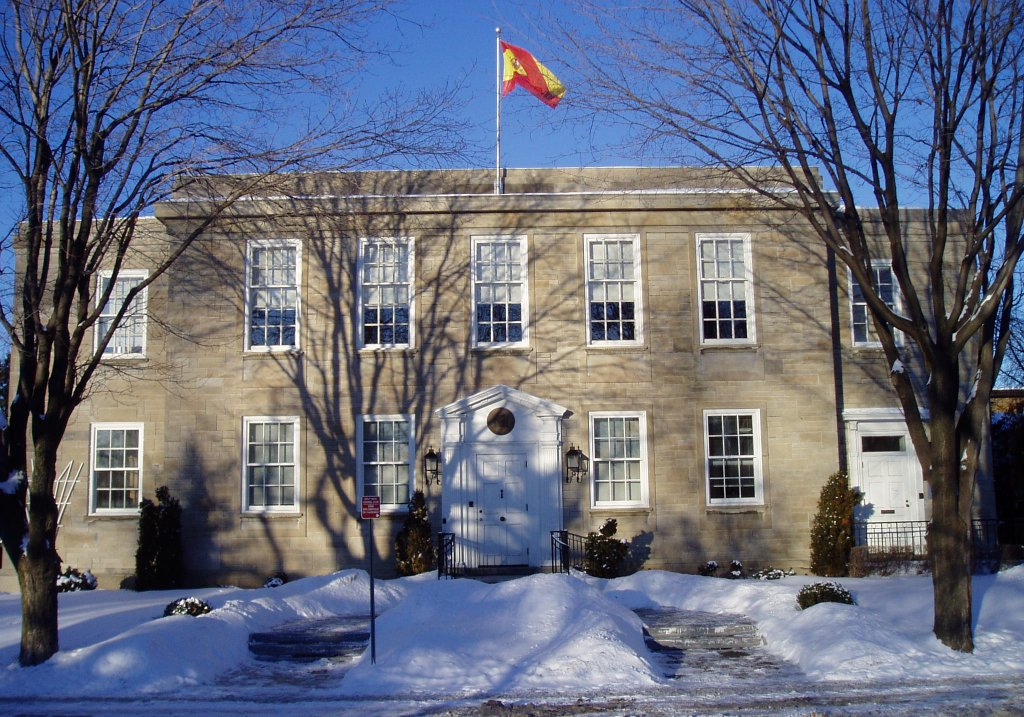
오타와에 있는 스페인 대사관

## 같이 보기
- 스페인계 캐나다인